# 26-й меридіан східної довготи
26-й меридіан східної довготи — лінія довготи, що лежить на 26 градусів східніше Гринвіцького меридіана. Вона проходить від Північного полюса через Північний Льодовитий океан, Європу, Африку, Індійський океан, Південний океан та Антарктиду до Південного полюса.
26-й меридіан східної довготи формує велике коло разом із 154-тим меридіаном західної довготи.

## Список географічних об'єктів, що перетинає 26° сх. д.
Починаючи на Північному полюсі та рухаючись до Південного полюса, 26-й меридіан східної довготи проходить через:
| Координати                                                 | Країна, територія або море       | Примітки |
| ---------------------------------------------------------- | -------------------------------- | --- |
| 90°0′ пн. ш. 26°0′ сх. д. / 90.000° пн. ш. 26.000° сх. д.  | Північний Льодовитий океан       | |
| 80°10′ пн. ш. 26°0′ сх. д. / 80.167° пн. ш. 26.000° сх. д. | Норвегія                         | Шпіцберген — проходить через острів Північно-Східна Земля |
| 79°40′ пн. ш. 26°0′ сх. д. / 79.667° пн. ш. 26.000° сх. д. | Баренцове море                   | |
| 71°8′ пн. ш. 26°0′ сх. д. / 71.133° пн. ш. 26.000° сх. д.  | Норвегія                         | Проходить через острови Магерьойя |
| 70°58′ пн. ш. 26°0′ сх. д. / 70.967° пн. ш. 26.000° сх. д. | Порсангер-фьорд[en]              | |
| 70°39′ пн. ш. 26°0′ сх. д. / 70.650° пн. ш. 26.000° сх. д. | Норвегія                         | |
| 69°43′ пн. ш. 26°0′ сх. д. / 69.717° пн. ш. 26.000° сх. д. | Фінляндія                        | |
| 60°16′ пн. ш. 26°0′ сх. д. / 60.267° пн. ш. 26.000° сх. д. | Балтійське море                  | Фінська затока |
| 59°37′ пн. ш. 26°0′ сх. д. / 59.617° пн. ш. 26.000° сх. д. | Естонія                          | |
| 57°52′ пн. ш. 26°0′ сх. д. / 57.867° пн. ш. 26.000° сх. д. | Латвія                           | |
| 55°58′ пн. ш. 26°0′ сх. д. / 55.967° пн. ш. 26.000° сх. д. | Литва                            | |
| 54°57′ пн. ш. 26°0′ сх. д. / 54.950° пн. ш. 26.000° сх. д. | Білорусь                         | |
| 51°56′ пн. ш. 26°0′ сх. д. / 51.933° пн. ш. 26.000° сх. д. | Україна                          | Рівненська область — проходить західніше Вараш Волинська область — приблизно на 9 км Рівненська область — приблизно на 9 км Волинська область — приблизно на 13 км Рівненська область — проходить західніше Рівного Тернопільська область — проходить західніше Борщева Чернівецька область — проходить через Чернівці |
| 47°58′ пн. ш. 26°0′ сх. д. / 47.967° пн. ш. 26.000° сх. д. | Румунія                          | Проходить західніше Бухареста |
| 43°53′ пн. ш. 26°0′ сх. д. / 43.883° пн. ш. 26.000° сх. д. | Болгарія                         | Проходить східніше Русе |
| 41°20′ пн. ш. 26°0′ сх. д. / 41.333° пн. ш. 26.000° сх. д. | Греція                           | |
| 40°49′ пн. ш. 26°0′ сх. д. / 40.817° пн. ш. 26.000° сх. д. | Егейське море                    | |
| 40°9′ пн. ш. 26°0′ сх. д. / 40.150° пн. ш. 26.000° сх. д.  | Туреччина                        | Проходить через острів Гьокчеада |
| 40°8′ пн. ш. 26°0′ сх. д. / 40.133° пн. ш. 26.000° сх. д.  | Егейське море                    | |
| 39°51′ пн. ш. 26°0′ сх. д. / 39.850° пн. ш. 26.000° сх. д. | Туреччина                        | Проходить через острів Бозджаада |
| 39°49′ пн. ш. 26°0′ сх. д. / 39.817° пн. ш. 26.000° сх. д. | Егейське море                    | |
| 39°17′ пн. ш. 26°0′ сх. д. / 39.283° пн. ш. 26.000° сх. д. | Греція                           | Проходить через острів Лесбос |
| 39°7′ пн. ш. 26°0′ сх. д. / 39.117° пн. ш. 26.000° сх. д.  | Егейське море                    | |
| 38°36′ пн. ш. 26°0′ сх. д. / 38.600° пн. ш. 26.000° сх. д. | Греція                           | Проходить через острів Хіос |
| 38°10′ пн. ш. 26°0′ сх. д. / 38.167° пн. ш. 26.000° сх. д. | Егейське море                    | |
| 37°34′ пн. ш. 26°0′ сх. д. / 37.567° пн. ш. 26.000° сх. д. | Греція                           | Проходить через острів Ікарія |
| 37°31′ пн. ш. 26°0′ сх. д. / 37.517° пн. ш. 26.000° сх. д. | Егейське море                    | |
| 36°56′ пн. ш. 26°0′ сх. д. / 36.933° пн. ш. 26.000° сх. д. | Греція                           | Проходить через острів Аморгос |
| 36°53′ пн. ш. 26°0′ сх. д. / 36.883° пн. ш. 26.000° сх. д. | Середземне море                  | Егейське море Критське море |
| 35°12′ пн. ш. 26°0′ сх. д. / 35.200° пн. ш. 26.000° сх. д. | Греція                           | Проходить через острів Крит |
| 35°1′ пн. ш. 26°0′ сх. д. / 35.017° пн. ш. 26.000° сх. д.  | Середземне море                  | |
| 31°36′ пн. ш. 26°0′ сх. д. / 31.600° пн. ш. 26.000° сх. д. | Єгипет                           | |
| 22°0′ пн. ш. 26°0′ сх. д. / 22.000° пн. ш. 26.000° сх. д.  | Судан                            | |
| 10°9′ пн. ш. 26°0′ сх. д. / 10.150° пн. ш. 26.000° сх. д.  | Південний Судан                  | |
| 7°0′ пн. ш. 26°0′ сх. д. / 7.000° пн. ш. 26.000° сх. д.    | Центральноафриканська Республіка | |
| 5°14′ пн. ш. 26°0′ сх. д. / 5.233° пн. ш. 26.000° сх. д.   | ДР Конго                         | |
| 11°56′ пд. ш. 26°0′ сх. д. / 11.933° пд. ш. 26.000° сх. д. | Замбія                           | |
| 17°59′ пд. ш. 26°0′ сх. д. / 17.983° пд. ш. 26.000° сх. д. | Зімбабве                         | |
| 19°9′ пд. ш. 26°0′ сх. д. / 19.150° пд. ш. 26.000° сх. д.  | Ботсвана                         | Проходить східніше Габороне |
| 24°43′ пд. ш. 26°0′ сх. д. / 24.717° пд. ш. 26.000° сх. д. | ПАР                              | Північно-Західна провінція Фрі-Стейт Східнокапська провінція |
| 33°43′ пд. ш. 26°0′ сх. д. / 33.717° пд. ш. 26.000° сх. д. | Індійський океан                 | |
| 60°0′ пд. ш. 26°0′ сх. д. / 60.000° пд. ш. 26.000° сх. д.  | Південний океан                  | |
| 70°9′ пд. ш. 26°0′ сх. д. / 70.150° пд. ш. 26.000° сх. д.  | Антарктида                       | Проходить через Землю Королеви Мод (претендує Норвегія) |